# جايسون غريفيثز
جايسون غريفيثز (بالإنجليزية: Jason Griffiths)‏ (22 مارس 1987 ببراكنيل في المملكة المتحدة - ) هو لاعب كرة قدم بريطاني في مركز الوسط. لعب مع نيو إنجلاند ريفولوشن وBeaconsfield Town F.C. ‏ ودي موين مانس ‏.

## وصلات خارجية
- جايسون غريفيثز على موقع الدوري الأمريكي (الإنجليزية)
- جايسون غريفيثز على موقع قاعدة بيانات كرة القدم.إي يو (الإنجليزية)
- جايسون غريفيثز على موقع Soccerway.com (الإنجليزية)